# Phyllanthus borenensis
Phyllanthus borenensis är en emblikaväxtart som beskrevs av Michael George Gilbert. Phyllanthus borenensis ingår i släktet Phyllanthus och familjen emblikaväxter. Inga underarter finns listade i Catalogue of Life.